# Duell der Besten (2023)
Duell der Besten ist ein französischer Mantel-und-Degen-Film von Vincent Perez, der 2023 in die Kinos kam.
Beim Internationalen Filmfestival Karlovy Vary 2023 gewann er den Publikumspreis und bei den 40. Französischen Filmtagen in Tübingen den Preis der Jugendjury Stuttgart.

## Handlung
Ende des 19. Jahrhunderts gab es in Paris jeden Tag ein Duell und alle 35 Auseinandersetzungen einen Toten, die Verletzten nicht mitgezählt. In der revanchistischen Atmosphäre nach der Niederlage gegen Preußen 1871 und im Zuge des Gesetzes vom 29. Juli 1881 über die Pressefreiheit war die Hälfte der Duellanten Militärs, die andere Hälfte kam aus der Presse, der Kunst und der Literatur. Im Jahr 1887, als das Duell in der Belle Époque seinen letzten Aufschwung erlebte, gab es zahlreiche Fechthallen, die nicht selten an Redaktionsbüros angrenzten. Obwohl es verboten war, duellierten sich auch zahlreiche bürgerliche Männer, um ihren Namen „reinzuwaschen“.
Marie-Rose Astié de Valsayre wird von Ferdinand Massat, dem Chefredakteur des Petit Journal, öffentlich gedemütigt. Sie will ihre Ehre mit Waffengewalt reinwaschen und besucht den Fechtkreis der Zeitung, der von Adolphe Tavernier geleitet wird, und fordert Ferdinand Massat, der sich jedoch weigert, sich mit einer Dame zu duellieren.
Als Adrien, der Neffe des Fechtmeisters Clément Lacazes von dem erfahreneren Oberst Berchère zum Duell herausgefordert wird, versucht Lacaze Adrien umzustimmen. Als das nicht gelingt, bereitet Lacaze Adrien auf das Duell vor. Adrien wird in dem Duell von Berchère getötet. Lacaze betrachtet dies als Mord an seinem Neffen und zwingt Berchère durch eine Beleidigung ihn herauszufordern. Bei dem mit Pistolen ausgetragenen Duell wird Berchère oberflächlich verletzt. Der Chefredakteur Ferdinand Massat ist darüber verärgert, weil er in Geschäftsbeziehung zu Berchère steht, und fordert Lacaze heraus. Lacaze weigert sich, gegen Massat zu kämpfen, weil er als Fechtmeister nur mit gleichwertigen Fechtern kämpfen darf, und schickt als Stellvertreterin Marie-Rose Astié de Valsayre zu dem Degen-Duell, das sie gewinnt.
Nach dem Duell lädt Astié Lacaze zu sich ein, und sie feiern mit ihren feministischen Freunden und Freundinnen ein Fest. Am nächsten Morgen näht Lacaze Astiés Wunde am Arm. Die beiden kommen sich näher. Nun fordert der Kavallerist Berchère Lacaze erneut zum Duell. Adolphe Tavernier möchte das Duell verhindern und ruft das Ehrentribunal an. Dieses entscheidet, dass die Forderung von Berchère ungültig ist. Lacaze will das Duell trotzdem durchführen und verlangt, dass der Unterlegene seine Titel abgibt: Berchère müsste seinen Titel als Oberst und seinen Adelstitel aufgeben, Lacaze den Titel Fechtmeister. Berchère, ein Kürassier-Oberst, verlangt ein Duell zu Pferde mit dem Säbel, eine Waffengattung in der Lacaze ungeübt ist. Adolphe Tavernier und Astié machen sich Sorgen um Lacaze.
Astié verkleidet sich als Mann, um dem Duell, das in einer Reithalle stattfindet, beiwohnen zu können. Bei dem Duell werden die Pferde verwundet, so dass es zu Fuß fortgesetzt wird. Lacaze entwaffnet Berchère, wirft ihn zu Boden, stößt den Degen neben Berchères Kopf in die Lohe und wendet sich ab. Berchère überlegt ob er ihn von hinten angreifen soll. Alle anwesenden Offiziere salutieren dem verletzten Lacaze. Astiés und Lacazes Blicke treffen sich.

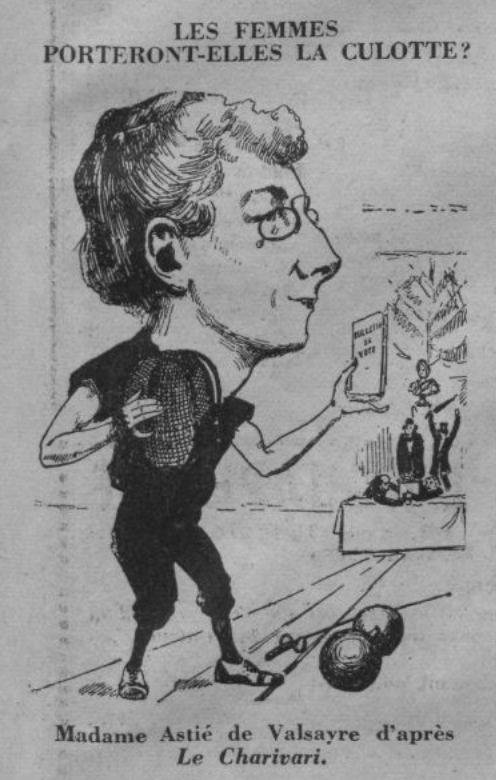
Les femmes porteront-elles la culotte? Marie-Rose Astié mit Fechtmaske, Fechtanzug und Florett; Karikatur in Le Charivari, 1889

## Produktion und Veröffentlichung
Produziert wurde der Film mit dem Titel Une affaire d’honneur von Gaumont und von France 2 Cinéma mit einem Budget von 1,4 Millionen US-Dollar, nach einem Drehbuch von Vincent Perez und Karine Silla. Historisches Vorbild der Protagonistin ist Marie-Rose Astié de Valsayre (1846–1915), eine französische Suffragette und ausgebildete Ärztin, Pianistin und Komponistin und eine versierte Fechterin. Adolphe Tavernier (1846–1915) war ein Autor von historischen Abenteuerromanen, hat Bücher über die Fechtkunst verfasst, war in seiner Zeit ein anerkannter Fachmann für die Organisation von Duellen und selbst ein ausgezeichneter Fechter.
Die Musik schrieben Evgueni Galperine und Sacha Galperine. Das Set-Design schuf Jean-Philippe Moreaux, die Kostüme die vielfach ausgezeichnete französische Kostümbildnerin Madeline Fontaine, die hier zum ersten Mal mit Perez zusammengearbeitet hat. Die Fechtszenen wurde von dem französischen Showfechter und Stuntman Michel Carlier (* 1958) eingeübt und koordiniert.
Premiere des Films war am 30. Juni 2024 zeitgleich in Karlovy Vary und auf dem Filmfest München. Der Film kam am 27. Dezember 2023 in die französischen Kinos. 2024 veröffentlichte Plaion Pictures eine DVD in deutscher und französischer Sprache.

## Kritik
Die Resonanz in der französischen Presse fiel insgesamt positiv aus, der Film erreichte bei den Kritikern im Schnitt 3 von 5 möglichen Punkten.
Pierre Lunn vom Kino-Magazin Première sieht den Regisseur in der Tradition von Ridley Scotts Die Duellisten und schreibt, Perez habe den Mantel-und-Degen-Film gründlich entstaubt. Gelobt werden allgemein die Brillanz der Inszenierung, Szenenbild und Kostüme, die „großartigen Fechtszenen“, die Mantel- und Degen Elemente des Films, allerdings fehle es dem Film an Tiefe. „Geschliffene Klingen und stumpfe Erzählung“, titelt La Croix ihre ausführliche Filmkritik, und schreibt, der Historienfilm, meisterhaft und sorgfältig in der geschichtsgetreuen Ausführung, erinnere uns an die Mantel- und Degenfilme unserer Kindheit, vernachlässige aber unglückseligerweiser die Psychologie seiner Personen.